# 조선의 왕세자
조선국 왕세자 및 대한제국 황태자는 조선의 국왕, 대한제국의 황제의 잠재적 왕위 계승권자로, 신하들은 국왕 외에 그에게도 칭신(稱臣)을 하였다. 혈통에 의해 구성된 가문의 구성원에게 통치권을 물려줄 수 있는 세습군주제였던 조선시대에, 왕의 아들중에 차기 왕권을 계승할 자로서 조정과 중국으로부터 공인받은 왕자를 뜻한다. 부인은 왕세자빈(王世子嬪)이라 부른다.
조선시대에 왕세자의 자리는 유교적 종법(宗法)에 따라 왕비가 낳은 적장자, 즉 맏아들이 잇는 것이 원칙이었으나 역대 27명의 임금중에 적장자였던 경우는 7명 뿐이었다. 세자책봉을 거치지 않고 즉위한 자는 총 7명인데, 정변을 통해서 즉위한 경우는 4명, 장자 가문의 절손으로 방계 가문에서 왕통을 이은 왕은 3명이다. 또한 세자로 책봉받은 왕자는 총 32명이었으나 그중에 12명이 폐위되고 20명만 보위에 등극하였다. 
왕세자는 차기 왕으로서 상당한 수준의 예우를 받았으며 제왕학 등 양질의  교육을 받았다. 그러나 세자는 미래에 왕이 될 사람으로서 정치적 역량을 키워야 하는 동시에 왕의 자리를 절대로 넘보아서는 안되는 위치에 있으므로 선왕의 임종시까지 처세에 조심스러움이 항상 필요했다. 종종 국왕의 부재시 혹은 국왕의 명을 받아 대리청정을 하기도 했으나 대리청정을 제외하고는 정치와 인사에 간여할 수 없었다.
왕세자 책봉은 후계자 조기양성, 권력공백 최소화, 권력투쟁 예방이라는 장점이 있었다. 정치일정의 투명성과 예측가능성은 사회 안정의 중요한 요소이다. 세습왕조 국가에서 가장 중요한 정치일정은 세자 책봉이라 할 수 있는데, 조기 책봉은 차기를 노린 권력 다툼이 방지되기 때문이다.

## 호칭 유래와 변화
왕세자에 대한 경칭으로 저하(邸下) 또는 세자라는 호칭을 사용하기도 했다. 다른 말로는 동궁(東宮), 춘궁(春宮), 저군(儲君),정윤(正胤), 이극(貳極), 국본(國本), 비창 등이 있다. 중국에서 유래된 태자라는 호칭은 세자보다 높은 의미를 갖기 때문에 왕국이라도 왕세자 대신 왕태자를 사용해서 권위를 높이기도 한다. 한국의 경우 위만조선시기부터 고려 초기까지 태자라는 칭호를 사용하였다. 태자라는 단어는 중국에서 왔다. 원래 왕위 계승자는 태자였는데, 진시황 이후에 황위 계승자에게 황태자라는 호칭이 쓰이자 왕위 계승자도 왕태자라고 불렀다.
그것이 전한 경제 때의 오초칠국의 난 이후 번국의 권한을 약화시키는 정책의 일환으로 번국의 왕위 계승자(제후왕 후계자) 칭호를 태자 대신 왕세자로 바꾸어서 사용케 한 것이 계기가 되어, 번국이나 속국의 왕위 계승자는 왕세자로 부르게 되었다. 고려 시대 원나라 간섭기 때부터 태자 대신 왕세자라는 칭호를 사용하였다. 1894년(고종 31년)부터 다시 왕태자라는 칭호를 복권시켰다. 처음에는 대조선국 대군주 폐하와 왕태자 전하였다가, 후에 대한제국이 성립되면서 황제 폐하와 황태자 전하로 바뀐다.

## 왕위계승 원칙

### 장자계승
세자의 자격 조건을 국왕의 적장자로 한 원칙은 고려 태조의 「훈요십조(訓要十條)」를 통해 규범화된 전례가 있으며 주자가례를 따른 것이기도 하다. 왕위 계승에는 두 가지 원칙이 있었다. 왕비의 장남이 왕이 되는 적장자 왕위계승과 덕이 있는 사람이 왕이 된다는 원칙이다. 적장자 왕위계승은 왕자간의 권력투쟁을 예방하고, 권력공백을 줄이며 후계자를 미리 교육시켜 장래를 준비할 수 있는 장점이 있었다.
그러나 적장자보다 다른 왕자가  유능한 경우에는 쿠데타의 가능성 때문에 정국이 불안했다. 또 왕비가 아들을 낳지 못하고 후궁들만 여러 아들이 있는 경우 이들 사이의 치열한 암투로 정치 불안이 가중되었다. 적장자 계승원칙은 잘 지켜지지 않았다. 27명의 왕 중에 문종, 단종, 연산군, 인종, 현종, 숙종, 순종 이렇게 7명만이 적장자 출신이었다. 적장자로 세자에 책봉되었으나 즉위하지 못한 경우도 7명이나 된다. 반면 적장자가 아니면서 왕이 된 경우는 20명이나 된다. 후궁의 아들로 왕위에 오를 경우 대부분 격렬한 궁중 암투를 겪었으며 장자 가문이 절손되어 방계가문에 의한 방계승통은 3차례(선조, 철종, 고종)가 진행되었다.

### 왕위 계승의 역사
조선 왕조가 유교를 국시로 하였으나 적장자 계승 원칙은 태조 이성계 시절 부터 지켜지지 못했는데. 이는 끔찍한 비극을 초래했다. 이성계가 장자계승 원칙을 저버리고 이방석을 세자로 책봉하자, 이에 불만을 품은 이방원 이하 이성계의 자식들이 1398년에 1차 왕자의 난을 일으켜 이복형제를 죽이는 일이 벌어지고 말았던 것이다. 2차 왕자의 난(1400)을 거치며 즉위한 태종 역시 장남을 폐위시키고 삼남(세종)을 즉위시키며 원칙을 져버렀다. 세종이후 문종과 단종으로 적장자 계승이 이루어졌으나 계유정난(1453)으로 무너지고 만다. 
왕위를 찬탈한 세조는 장남을 세자로 책봉했으나 의경세자가 죽자 4살된 원손(월산대군)이 있었음에도 차남 해양대군을 세자로 책봉하였다. 해양대군이 예종으로 보위에 올랐으나 1년 3개월만에 사망하자 예종의 적장자인 제안대군을 뒤로하고 의경세자의 차남인 자을산군이 성종으로 즉위하였다. 이는 위계를 크게 거스르는 행위였으니 성종에게는 친형인 의경세자의 장남 월산대군도 있었기 때문이다. 
성종에 이어 적장자 연산군이 즉위했으나 중종반정(1506)으로 폐위되고, 중종에 이어 인종이 즉위했으나 후손없이 즉위 7개월만에 사망한다. 인종의 이복동생 명종이 즉위했으나, 장남 순회세자가 먼저 죽은 탓에 절손되자, 중종의 8남이자 명종의 이복형제 덕흥군의 자식인 하선군을 양자로 입적하여 그가 선조로 즉위한다. 이로써 조선왕조사 최초로 방계가문에 의한 방계승통이 이루어졌다. 선조는 말년에 얻은 적장자 영창대군에게 왕통을 물려주지 못하고 서자인 광해군에게 물려주었고, 혼군(昏君)으로 평가받는 광해군은 폐모살제(廢母殺弟)하여 인조반정(1623)으로 폐위되고 만다. 
인조의 적장자 소현세자가 의문스러운 죽음을 당한후, 소현세자의 장남이자 원손인 경선군을 제치고 인조의 차남 봉림대군이 세자로 책봉된후 효종으로 즉위하게 한다. 효종에 이어 현종, 숙종, 경종으로 이어지던 적통계승은 경종대에 절손된채 왕세제(王世弟) 영조로 이어지다가 임오화변(1762)으로 영조의 장남 사도세자가 비극적으로 사망하지만 세손인 정조로 보위가 이어진다. 정조의 장남 순조로 이어진 보위는 효명세자가 단명하며 세손인 헌종으로 이어졌으나, 절손되어 정조의 이복동생 은원군의 손자인 철종으로 이어지며 다시한번 방계승통이 이루어진다. 철종 역시 후손없이 사망하자 인조의 삼남 인평대군의 8대손인 고종이 즉위하여 조선왕조사상 3번째로 방계가문이 왕통을 이었다. 고종에 이어 순종이 보위를 계승했으나 1910년 한일합방으로 사실상 왕통이 끓어졌다.

## 왕세자의 삶

### 통과의례
정비에게 태어난 원자(元子)는 성장에 따라 여러 가지 통과의례를 거쳤다. 대표적인 것으로는 책례, 입학례, 관례, 가례 등을 꼽을 수 있다. 책례는 세자로 책봉되는 의식인 세자 책봉례를 말하며, 입학례는 세자의 성균관 입학의식, 관례는 유교식의 성인식, 가례는 결혼식을 말한다. 책봉과 관례의 우선 순위를 두고 종종 논란이 벌어지곤 했다. 소현세자처럼 관례를 먼저하고 세자 책봉식을 한 경우도 있지만, 조선 후기에는 대부분 세자 책봉례, 입학례, 관례, 가례의 순으로 진행되었다.

### 원자
왕비(정비)에게서 태어난 적장자가 세자로 책봉되기 전에는 원자(元子)라고 불리었다. 원자나 원손 등이 태어나면 국가적인 차원에서 조직적이고 체계적인 양육과 교육을 진행하였다. 보양청을 설치하여 보육을 담당하게 했고, 어느 정도 성장하면 강학청을 설치하여 원자에게 글을 가르쳤다. 규장각에 소장된 《강학청일기》에 따르면 숙종은 다섯살 되던해에, 순조는 일곱살 되던해에 강학청이 설치되었으며, 통상적으로 왕실의 초학 교육은 다섯 살 전후에 시작되었다.
원자를 처음으로 책봉한 것은 태종때의 일이다. 태종은 원자의 교육을 위해 성균관의 동북쪽 모퉁이에 학궁을 짓고, 원자를 보위할 기구로 경승부(敬承府)라는 관청을 두었다. 원자란 장차 세자가 될 인물이니 어려서부터 바르게 양육하고 가르치고자 했던 것이다. 원자의 교육기관인 경승부가 건립된후 성균관에서 입학례를 치루는 등 태종은 원자의 양육과 교육에 각별히 관심을 보였는데, 이는 후계자로서 자질과 품성이 강한 왕권확립에 필수적인 것으로 판단했기 때문이다.
원자는 부모인 왕과 왕비의 손에 키워지지 않았다. 태어나자마자 왕비(생모)의 품을 떠나 유모의 젖을 먹으며 궁녀, 환관, 후궁 등에 의해 양육되었다. 이들중에 원자에게 젖을 먹이고 기저귀를 갈아주는 등 원자를 돌보던 유모는 훗날 원자가 왕이 되면 종 1품 봉보부인(奉保夫人)으로 책봉되었다. 한편, 조선 후기에 이르러 원자 책봉은 세자책봉에 준하는 매우 중요한 정치적인 사안이 되기도 했다. 숙종때의 기사환국(1689)은 원자책봉을 둘러싼 갈등 끝에 발생한 사건으로, 책봉에 반대한 서인들이 대거 숙청되었으며, 이때 서인의 영수 송시열이 사사되었다.

### 세자책봉
통상 7~9살 내외가 되면 세자로 책봉되었는데, 세자책봉은 후계구도를 확정하는 중요한 일이었다. 먼저는 세자책봉을 위해서 임시관청인 책례도감이 설치되어 책봉의식을 주관하며, 의식의 진행은 대궐의 정전에서 주로 거행되었다. 세자책봉례를 거행한 후 바로 종묘에 이 사실을 고하고 팔도에 알리며 사후에 형식적이었지만 중국의 허락을 받았다. 책봉례의 핵심은 문무백관과 종친들이 보는 앞에서 왕이 세자에게 죽책문, 교명문, 세자인을 전해주는 것이다. 죽책문(竹冊文)은 세자로 책봉한다는 임명장이고, 교명문(敎名文)은 세자책봉의 배경과 세자를 훈계하는 내용이 담겨 있으며, 세자인은 세자를 상징하는 도장이다. 책봉 이후에도 입학례, 관례, 가례 등 여러 가지 통과의례를 거쳤다.
입학례(入學禮)는 성균관 입학식으로, 세자가 성균관을 방문하여 공자가 모셔진 대성전에 참배하고 직접 술을 올리는 작헌례(酌獻禮)를 올려서 유학을 학습하는 학생임을 알리는 의식을 행했다. 이후 자신에게 학문을 가르쳐줄 스승들에게 예물을 바치고 가르침을 청하는 속수례(束脩禮) 등의 중요한 의식을 진행한다. 물론 세자는 양반 자제와 함께 성균관에서 공부를 하지는 않기 때문에 형식적인 절차에 속한다. 이후에는 때에 맞추어 유교적 성인식인 관례(冠禮)와 결혼식에 해당하는 가례(嘉禮)를 치루었다.
세자책봉 문제가 때로는 당쟁으로 이어지곤 했다. 선조의 심중을 헤아리지 못한 서인 영수 정철은 동인의 계략에 넘어가 1591년에 광해군의 세자책봉을 주청했다가 유배를 당했다. 서인들 역시 대거 외직으로 밀려나며 동인에게 정권을 물려주고 말았다.(건저사건) 광해군이 즉위 한후에는 영창대군을 세자로 지지했던 소북파가 몰락하기도 했다.

### 세자의 거처
세자로 책봉되면 부모(왕과 왕비) 곁을 떠나 동쪽에 있는 동궁(東宮)에서 기거하기 시작했으며 세자는 공식적인 의례에 참석하는 경우가 아니면 동궁을 함부로 벗어날 수 없었다. 건국초기에 세자의 거처는 경북궁 밖에 있었으나 1427년(세종 9)에 왕의 침전인 강녕전 동쪽에 자선당을 지었고 이때부터 왕세자 문종이 자선당에 기거하게 되면서 이곳이 동궁이라고 불리기 시작했다. 동궁이 조선시대 내내 항상 일정한 것은 아니었지만 경북궁의 경우 자선당이 주로 세자와 세자빈의 숙소로 이용되었고, 창덕궁의 경우 저승전과 중희당이 세자의 거처로 사용되었다. 경복궁 자선당에는 문종, 단종, 인종, 순회세자, 창덕궁 저승전에는 연산군, 봉림대군, 헌종, 숙종, 경종, 사도세자, 창덕궁 중회당에는 문효세자, 순조, 효명세자가 각각 세자 시절에 거처했다.

### 교육과 예우
세자는 왕에 버금가는 예우를 받았는데, 이를 위해서 세자에게는 독립된 기관, 인원, 예산이 배정되었다. 세자의 호위는 세자익위사(世子翊衛司)가 맡았고 세자의 교육은 세자시강원(世子侍講院)에서 담당했다. 계방(桂坊)이라 불리기도 했던 세자익위사에는 정5품의 좌익위, 우익위에서 정9품 좌세마, 우세마까지 열네명의 관리가 배치되어 세자가 행차하는 곳이라면 어디나 동행하며 호위를 담당했다. 이들은 무술에 능하여 말타기, 활쏘기 등을 세자에게 가르치기도 했다.
춘방(春坊)이라고도 불리는 세자시강원은 제왕학 등 세자의 교육을 담당하며 당대 최고 실력자들이 임명되었다. 또한 세자의 사부로는 정1품 영의정, 좌의정, 우의정, 이사(貳師)는 종1품 의정부 찬성이 맡아 세자시강원의 위상을 높였다. 이들은 상징적인 존재였고 겸직으로 인해 공무에 바쁜 관계로 실제 교육은 정2품 관료들이 맡았다. 세자는 하루에 3번, 조강, 주강, 석강에 참여했고 필요시 소대와 야대가 있었다.
세자의 하루 일정은 매우 빡빡하였으나 공식적인 휴강일도 있었다. 일요일에 대한 개념은 1895년 4월부터 시작되었기에 이전에는 매월 1일, 7일, 15일, 23일, 절기가 드는 날(입춘, 경칩 등)은 정기휴일이었다. 국정 공휴일은 설날 7일, 대보름과 단오 그리고 연등회에 각각 3일, 추석에는 하루 쉬었다. 또한 정월에 자일(子日)과 오일(午日)에 쉬었으며 일식과 월식이 있으면 그날은 부정을 탄다 하여 공무가 없었으므로 휴강하였다. 이 밖에도 이전 왕이나 왕비가 돌아가신 기일, 종묘사직대제, 기우제, 왕의 생일, 왕의 궁궐밖 행차가 있을때 휴강하였다.

### 일상생활
세자의 하루 일과는 왕과 왕비 등 왕실 어른에게 문안 인사를 하는 것으로 시작한다. 이후 하루 종일 미래의 국왕으로서 자질을 쌓기 위해 공부하는 것이 주 업무였다. 세자의 교육을 담당했던 세자시강원 관료들의 지도 아래 아침, 낮, 저녁에 3차례 유교경전을 공부하고 그외에도 말 타기, 활쏘기 등 육예(六藝)를 연마했다. 이밖에 국가의례와 왕실 공식 행사에 참석하는 것도 세자의 중요한 일상 가운데 하나였다. 왕이 주관하는 행사, 각종 책봉행사, 중국 사신영접, 종묘와 사직 등 국가 제사에 참석하여 왕을 보좌하였다. 모든 의례에서 세자는 왕 다음으로 조정 대신들에 앞서 행례를 하여 관료들보다 우위에 있음과 정치적인 위상을 드러내기도 했다. 세자가 직접 주관하는 행사도 있었으며 조선후기로 가면서 그 수가 증가하기도 했다. 《국조오례의》나 여러 의례서에는 세자가 주관하는 국가의례 대상이 제시되어 있다.
공부의 연속이었던 일상으로 인해 세자는 정신적 압박감에 시달리기도 했다. 그래서 세자중에는 술과 여색에 빠지거나 부왕과 갈등을 빚는 경우도 있었다. 세자란 지나칠 정도로 왕과 관료들의 관심의 대상이 되었기 때문에 세자로서의 역할과 삶은 결코 수월하지만은 않았다. 폐세자된 태종의 장남 양녕대군과 뒤주속에서 사망한 영조의 장남 사도세자가 이에 적합한 예라 할 수 있다.

### 결혼
혼례는 대체적으로 10대 초반에 치루었다. 관례와 혼례를 같은해에 치룬 경우도 있으나 관례를 치룬 지 2~3년안에 혼례를 진행하여 세자빈을 맞이 하는 경우가 대부분이었다. 세자빈의 간택은 신중한 절차를 거쳤다. 장차 왕비가 될 몸이고 세자가 나라의 근본으로 중요하지만 그 완성은 배필을 얻는 것에 있으며, 세자의 혼인은 인륜의 시작이고 교화의 바탕이 된다고 보았기 때문이다. 또한 왕실의 후계문제와 관련있으므로 권력공백으로 인한 권력투쟁을 예방하기 위해서는 매우 신중할 수 밖에 없었다.
세자빈 간택은 우선 금혼령을 내린후 명문 사대부의 딸들 중에 초간택하여 세명의 세자빈 후보를 선택한후 두차례의 재간택을 절차를 더 밟아 최종적으로 결정하는 삼간택 방식을 원칙으로 하였다. 세자빈의 조건으로는 검증된 명문가문 그리고 성품을 중시했다. 세자빈의 가문이란 훗날 세자가 즉위한후에 펼칠 치세에 일정분량의 정치적인 공조 역할을 할 수 있는지가 중요했으므로 이런 정치적인 고려가 큰 비중을 차지하기도 했다. 그러나 집안의 가난은 크게 문제 삼지 않았는데, 오히려 가난의 경험은 사치를 금하고 검소함을 중시하던 왕실로서는 장점으로 간주하였다. 영조는 며느리 혜경궁 홍씨가 가난한 가문의 출신이었으나 이를 전혀 문제삼지 않았던 예를 보면 잘 알 수 있다.
세자빈으로 간택되면 궁궐안에 있는 별궁에 머물렀으며, 납채(納采), 납징(納徵), 고기(告期), 책빈(冊嬪), 임헌초계(臨軒醮戒), 동뢰(同牢), 빈초현(嬪初見), 전하회백관(殿下會百官) 등의 의식을 거치며 혼례가 진행된다. 결혼식은 민가의 관습인 남귀여가혼(男歸女家婚)이 아닌 궁궐에서 거행되었다.
세자는 혼례후에 후궁을 둘 수 있었다. 정실인 세자빈의 품계는 무품이었고, 세자의 후궁은 종2품의 양제, 종3품의 양원, 종4품의 승휘, 종5품의 소훈 등 네 품계가 있었다.

## 대리청정

### 국정 참여
세자는 미래에 왕이 될 사람으로서 정치적 역량을 키워야 하는 동시에 왕의 자리를 절대로 넘보아서는 안되는 위치에 있으므로 선왕의 임종시까지 처세에 조심스러움이 항상 필요했다. 따라서 세자는 정치와 인사에 간여할 수 없었으나 필요에 따라 대리청정하는 경우는 있었다. 대리청정 중에 중요한 사안만 왕에게 물어보았고 웬만한 일은 세자가 스스로 처리했기 때문에 세자는 국가운영의 예비 수업을 해보는 좋은 기회가 되기도 했다.
그러나 세자의 대리청정은 신성불가침의 절대 권력을 둘로 분산시켜서 조정이 두개로 나뉘는 행위에 해당하였다. 대비의 수렴청정은 어린왕을 보호한다는 명분하에 모든 권력을 온전히 행사했지만 세자의 경우에는 부왕을 보조하는 역할이었기에 중요한 사항의 정책결정권은 없었고 이로 인해 다소간에 혼란이 따랐다. 조선시대에 대리청정 경험을 한 세자는 일곱명이 있었다. 세자가 청정을 시작한 평균 나이는 20.8세로, 적게는 13세에서 많게는 서른 살에 이르었다. 20대에 청정한 문종과 경종, 정조를 제외하면 대략 10대 후반에 청정을 시작했다. 청정기간은 1년에서 13년까지이며 평균 5.2년 정도다.
세자에게 대리청정을 시킨 이유에는 여러 가지가 있다. 첫째, 선왕이 나이가 많거나 질병 등으로 국정 운영 능력이 떨어진 경우다. 둘째, 교육차원에 배려가 있기도 했다. 셋째, 현재의 복잡한 정국을 전환시키려는 정치적 목적이다. 이 경우에 세자는 큰 정치적 부담을 안고 대리청정을 하였고 집권세력과 갈등이 많이 발생하기도 했다. 넷째, 전란이라는 특수한 상황에서 갑작스럽게 실시되기도 하였다. 다섯째, 불안한 세자나 세손의 정치적 지위를 안정시키기 위해 세자에게 대리청정을 명하기도 했다.

### 기구와 규정
왕권의 일부를 위임받은 세자가 그 권한을 올바로 행사하기 위해서는 그에 걸맞는 제도와 실무기관이 필요했다. 세종은 당나라 때 황태자의 서무 처결 기관이었던 첨사부를 모방하여 첨사원이라는 기관을 만들어 문종이 대리청정을 하도록 했다. 이곳에는 좌첨사, 우첨사, 동첨사, 주사 등 관원을 배치하여 세자를 돕게했다. 첨사원의 운영은 원활하지 못하였는데 이에 따라 세자의 국정운영은 왕의 비서실에 해당하는 승정원을 통해서 이루어졌다.
대리청정의 형식과 내용은 《대리청정절목》에 규정되었으며, 청정에 대한 선례가 없었던 세종때에는 대리청정을 시행하면서 하나하나씩 정리해나가며 규정을 마련하였다. 대리청정이 좀 더 체계화된 숙종대에는 세종때의 경험을 연구하여 청정 시작전에 미리 구체적인 내용들을 규정하여 시행하였다. 이후에 영조와 순조때에는 선대의 예를 참고하여 《대리청정절목》을 마련하였다.

### 대리청정의 역사
조선시대 세자의 대리청정은 1400년에 정종이 동생인 이방원을 세자로 삼아 군국(軍國)의 중사를 맡긴 것에서 기원을 찾을 수 있다. 이때 이방원은 세자의 정무기관인 인수부(仁壽府)를 통하여 국정을 총괄했다. 그러나 이방원은 정종의 친동생으로 왕세제이며, 그의 국정참여는 1차 왕자의 난(1398년) 이후에 진행된 집권 계획의 일부였고, 당시 사실상 전권을 행사했으므로 왕세자의 대리청정으로 보기는 어렵다.
| 청정의 주체 | 생몰(년   | 세자 책봉 | 청정 개시     | 청정 시 연령 | 청정 기간  | 즉위년 |
| ----------- | --------- | --------- | ------------- | ------------ | ---------- | ------ |
| 문종        | 1441~1452 | 1421      | 1442(세종 24) | 28.4         | 7년 10개월 | 1450   |
| 예종        | 1450~1469 | 1457      | 1466(세조 12) | 16.9         | 1년 11개월 | 1468   |
| 광해군      | 1575~1641 | 1592      | 1592(선조 25) | 17.0         | 6년 10개월 | 1608   |
| 경종        | 1688~1724 | 1690      | 1717(숙종 43) | 29.8         | 2년 10개월 | 1720   |
| 사도세자    | 1735~1762 | 1736      | 1749(영조 25) | 13.3         | 13년 5개월 | X      |
| 정조        | 1752~1800 | 1759      | 1775(영조 51) | 23.3         | 3개월      | 1776   |
| 효명세자    | 1809~1830 | 1812      | 1827(순조 27) | 17.6         | 3년 3개월  | X      |

### 문종
사실상 조선사 최초로 세자시절에 대리청정을 경험했다. 20여년간 세자로 있다가 28세의 장성한 나이에 대리청정을 시작했다. 1442년, 부왕 세종은 자신의 병이 갈수록 악화되자 양위를 염두에 두고 세자에게 대리청정을 진행시켰기 때문에 세종의 세자에 대한 신뢰와 지지는 높았다. 따라서 문종은 대리청정 과정에서 정치적 어려움을 겪지 않았다. 세종은 1436년(세종 18)에 건강이 악화되었을때도 대리청정을 추진했으나 신하들의 반대에 부딪쳤었다. 이에 왕의 업무가 과중되었던 육조직계제를 폐지하고 의정부서사제를 실시하였으며, 세자가 청정을 시작한 1442년에는 세자의 청정에 필요한 첨사원을 설치했다. 또한 세종은 질병치료를 핑계로 하여 정궁인 경복궁을 떠나 생활을 하며 세자의 대리청정에 힘을 실어주기도 했다. 군주가 정궁을 비우지 않는 것은 일종의 관례로, 세종이 정궁을 비운 일은 20여년간 제왕수업에 충실했던 세자에 대한 무한한 신뢰와 지지의 표현으로 정치적인 상징성이 매우 큰 행위였다.

### 예종
세조와 정희왕후 사이에서 차남으로 태어났으나 1457년에 형 의경세자(세조의 장남)가 횡사하자 8살에 세자로 책봉되었다. 열여섯살(1466년)에 아버지 세조가 오랜 질병으로 고생하던 끝에 대리청정을 하게 되었다. 세조는 전위를 염두에 두고 대리청정을 시켰으나 첨사원 같은 별도의 기구를 설치하지 않았고, 항시적으로 예종(해양대군)에게 업무를 맡긴것이 아니라 자신의 병증이 심해졌을때만 임시로 국사처리를 위임하는 방식을 취했다. 세조는 사망하기전에 예종을 위해 신하들에 의한 섭정제도인 원상제를 만들기도 했으나, 병약했던 예종은 예종이 즉위후 치세 14개월만에 일찍 죽고말았다.

### 광해군
1591년에 발생한 건저문제로 정철을 비롯한 서인이 숙청당한후 세자책봉문제는 금기사항이 되었다. 선조는 세자로 신성군을 염두에 두었으나 1592년 4월 임진왜란을 피해 피난길에 올랐던 신성군이 죽고 분조의 필요성이 대두되자 선조는 광해군을 서둘러서 왕세자로 책봉하였다. 선조가 의주로 피난간후 함경도로 간 광해군은 분조를 근거로하여 군사활동을 중심으로 각종 국정을 담당하며 대리청정을 하였다. 전란이라는 긴박한 상황하에 실시된 광해군의 대리청정은 일반적인 경우와 달리 선조의 묵인하에 군사와 인사권 등을 행사하며 의병을 모집하고 분조(分朝)를 이끌며 고군분투하여 내외의 신망을 쌓게 되었다. 종전되며 대리청정이 종료된후 광해군은 일상적인 세자의 역할만 수행하였으나 선조는 광해군을 계속 경계하였고 부자간의 관계는 악화되었다. 

### 경종
부왕 숙종은 세자(경종)의 지위가 불안해지자 다음 대의 왕위계승을 확고히 하려고 1717년 세자 나이 29세때 대리청정을 추진했다. 숙종 자신의 안질이 악화되어 시력에 이상이 생겼다는 것을 명분 삼았다. 갑술환국(1694)으로 폐위된 세자의 생모 장희빈이 '무고의 옥'(1701)으로 사사당한후 세자로서 정치적 입지가 약해졌다. 더욱이 후사를 보지 못했고 이복동생인 연잉군(훗날 영조)으로 세자교체를 지지하는 노론이 득세하자 세자로서 입지가 더욱 좁아졌다. 정유독대 등 약간의 혼란이 있었으나 경종은 1720년에 즉위를 하였다. 그러나 병약했던 관계로 재위 4년만에 사망하였다.  

### 사도세자
영조의 첫번째 아들 효장세자가 죽은후 영조의 나이 42세에 얻은 두번째 아들로 2살때 세자로 책봉되었다. 1549년, 영조가 의도적으로 양위파동을 일으킨후 신하들의 반대에 마지못한듯 물러서면서 그 대신 세자의 대리청정을 추진하였다. 15살에 시작한 사도세자의 대리청정은 이후 13년간 이어졌다. 그러나 당시 집권세력인 노론과의 마찰, 영조와의 정치적인 갈등이 심해지면서 우울증 등 정신질환 앓게 되었다. 1755년(영조 31) 을해옥사로 노론의 입지가 강화되면서 갈등이 더 심해졌고 세자를 후원하던 정성왕후와 인원왕후가 연달아 사망하자 사도세자의 입지는 급격히 악화되었다. 세자의 역모계획설이나 여러 추문들로 화가난 영조가 세자를 뒤주속에 가두게 만들었고 1762년에 뒤주속에서 사망하고 말았다.(임오화변) 

### 정조
영조의 손자이자 임오화변으로 사망한 사도세자의 아들이다. 1764년(영조 40년), 영조는 세손을 요절한 첫 아들 효장세자의 양자로 삼아 왕위 후계자로서의 지위를 유지하도록 하였다. 노론 벽파계열이 당론으로 세손을 제거하려 하자 세손시절의 정조는 일거수일투족을 조심하며 신경썼다. 1775년 12월에 대리청정을 시작했으나 3개월후에 영조가 죽자 무난히 왕위에 올랐다.

### 효명세자
1827년(순조 27년) 2월, 순조의 명으로 인정전에서 백관의 하례를 받고 대리청정을 시작하였다. 순조는 효명세자에게 대리청정을 맡김으로서 안동 김씨의 세도정치를 바로잡고 국정의 주도권을 되찾고자 하였다. 이에 세자빈의 친정인 풍양 조씨와 다른 당파의 인물들을 중용하였으며, 이인좌의 난 이후 축출된 소론 계열 인사들을 등용했다. 인재를 널리 등용하고 형옥(刑獄)을 삼가하며 민정에 힘썼으나 효명세자는 청정 4년 만에 죽고말았다. 헌종 즉위 후 왕에 추존(追尊)되어 익종(翼宗), 다시 문조(文祖)라 하였다.

## 왕위 계승

### 적통계승
27명의 왕 중에 7명만이 적장자 출신이었다.
- 문종 :세종의 원자,적장자.

- 단종 :세종의 원손이며 최초의 왕세손이며 문종의 원자,적장자.

- 연산군 :성종의 원자이며 폐비 윤씨의 소생이며 패악질로 인하여 폐위됨(중종반정)

- 인종 :중종의 원자이며,적장자 장경왕후의 소생이며 역대로 재위기간이 짧있다.

- 현종 :효종의 원자이며,적장자이며 유일한 효종의 아들이다.

- 숙종 :현종의 원자이며,적장자이고 유일한 현종의 아들이다.

- 순종 :고종의 원자이며,장자였던 원손인 형이 3일만에 요절하여 유일한 고종의 적장자이다.

### 방계승통
장자 가문에 후손이 끓어져 차남 이하 가문인 방계에서 왕통을 이어 받는 경우가 발생한다. 이를 방계승통이라 하는데, 즉 아버지가 왕이 아니었던 자의 후손이 보위에 오르게 되는 것이다. 조선 왕조사에 방계승통은 3차례 이루어졌다. 방계승통인 경우에 치세에 한계를 자주 직면했으며 왕권은 크게 위축되고 신권이 더욱 강해지는 특징이 있었다. 이와 달리 적통계승이 이루어졌을 뿐만 아니라 매우 영민했던 숙종은 매우 강한 왕권을 휘두를 수 있었다.

#### 선조
조선 왕조 최초로 방계 가문 출신으로 즉위한 왕은 선조 임금이다. 선조는 중종의 8번째 아들인 덕흥대원군의 아들이다. 명종의 유일한 자녀인 순회세자가 일찍 사망하였고 명종이 다른 자녀 없이 1567년에 죽자 선조가 음력 6월에 즉위하였다. 그렇지만, 명나라는 바로 선조를 조선의 왕으로 책봉하는 칙서를 내려주지 않았으며, 그동안 선조의 지위는 조선국 권서 국사(朝鮮國權署國事)였다. 그해 11월에 명나라는 드디어 책봉고명을 내려, 선조는 정식으로 조선의 국왕이 되었다. 방계승통에 서자가문 출신이었던 선조는 평생 열등감을 가지고 살았다.

#### 철종
철종은 정조의 이복동생인 은언군의 손자이며 5촌 당숙인 순조의 양자 자격으로 왕위에 올랐다. 헌종이 후사없이 사망하자 선조 이래 다시 한번 방계가문에서 보위를 이어나가게 되었다. 별명이 '강화도령'인데, 이는 철종의 일가가 왕족의 특권을 박탈당한채 강화도에서 유배생활을 하며 궁핍함에 직접 농사도 짓고 나뭇짐도 했기 때문이다. 철종의 조부 은언군은 역모혐의를 받고 1779년이후 강화도에서 유배생활을 하게 되었다. 잠시 방면된 적도 있었으나 지속적으로 모반사건에 연류되어 조부때부터 은언군의 후손들은 오랜세월 강화도에서 유배생활을 하던중에 왕위를 계승하게 되었다.

#### 고종
1863년, 철종이 후계없이 사망하자 흥선대원군의 둘째 아들 재황이 효명세자(익종)의 양자가 되어 즉위함으로 또다시 방계승통이 이루어졌다. 아버지 흥선대원군은 남연군의 넷째 아들이며, 남연군은 본래 인조의 셋째 아들인 인평대군의 6대손이다. 고종이 11세에 불과하였기 때문에 대왕대비 신정왕후 조씨가 수렴청정을 하였고, 흥선대원군이 집권하였는데, 조선 역사상 국왕의 생부가 생존하여 통치하는 전례 없는 일이 발생했다.

### 세자책봉 없이 즉위한 왕
조선시대에 세자 책봉없이 바로 즉위한 왕은 다음과 같다.
- 태조: 1392년에 개국
- 세조: 단종이 너무 어린 나이에 즉위한 틈을 타 쿠데타를 일으켜서 제위를 강탈했다.
- 성종: 예종이 갑자기 죽자 정희왕후와 훈구대신들의 지지로 즉위했다.
- 중종: 연산군이 패악질이 극에 달하는 바람에 중종반정을 일으켜 폐위시킨 뒤 즉위했다.
- 선조: 명종의 유일한 자녀인 순회세자가 명종보다 일찍 사망하여 명종은 자녀 없이 승하하였으므로 친척 중에서 선발되어 즉위했다.
- 인조: 광해군을 인조반정을 일으켜 폐위시킨 뒤 즉위했다.
- 철종: 헌종이 슬하에 옹주 1명밖에 없었으므로 친척 중에서 선발되어 즉위했다.
- 고종: 철종이 슬하에 1남 1녀를 두었으나 아들은 일찍 사망했으며 딸은 옹주인 탓에 친척 중에서 선발되어 즉위했다.

### 사후에 추숭된 경우
세자로서 생전에 보위에 오르지 못하고 사후에 왕으로 추숭되는 사례도 있었다. 왕에 즉위하지 못했으나 후손에 의해 왕위계승의 정통성을 확보하는 차원에서 신주가 종묘에 안치되고 묘소가 왕릉으로 조성되는 경우이다. 성종의 생부 의경세자가 덕종, 정조의 생부 사도세자가 장조로 추숭되었고 헌종의 생부인 효명세자가 익종으로 추존되었다.

## 폐위된 세자

### 폐세자
세자가 불초(不肖) 하거나 덕이 없는 처신을 할 경우에 폐위되기도 한다. 권력의 향배에 따라 보위를 잃거나 비참한 죽음을 당하기도 했다. 또한 왕과 세자사이가 부자사이를 넘어 동지가 되거나, 그 반대로 적대적 관계로 돌변하여 정쟁의 상대가 되고 끝내 비극적 상황이 발생하기도 했다. 혈연도 중요하지만 왕권을 위협하거나 정치적 갈등과 얽히게 되면 부자사이도 정적이 될 수 있었다. 따라서 세자는 선왕이 임종시까지 매사에 신중하게 처신해야 했다. 그렇지 못할경우 폐세자 되거나 목숨까지 잃게 된다. 
세자는 왕위를 계승할 사람으로서 정치적 역량을 키워야 하는 동시에 왕의 자리를 절대로 넘보아서는 안되는 위치에 있었기 때문이다. 부자간에 정적수준으로 갈등한 대표적인 사례는 태조와 태종, 인조와 소현세자, 영조와 사도세자 등이 있다. 폐세자 되거나 보위에 오르지 못한 세자들에 대한 역사적인 기록과 평가는 그들이 도덕적으로 문제가 있거나 퍠륜행위를 한 정신병자처럼 기술되곤 하였다. 특히 이들의 정적들로부터 제왕의 자질이나 개인사까지 공격을 받곤하였다.

### 의안대군
태조 이성계의 둘째 부인 강씨(신덕왕후)의 차남이다. 생모 강씨의 노력으로 1392년에 조선 최초의 세자가 되었으나 이에 반발한 이방원 등 이복형제들이 1398년 8월, 1차 왕자의 난을 일으켰는데, 이때 친형 이방번과 함께 살해당했다. 이방석(의안대군)는 이성계의 첫부인 한씨(신의왕후)가 1391년에 죽기전에는 후처의 자식으로 서자에 불과했으며, 1392년 조선 개국 당시에 11세로 아무런 공을 세우지 못했기에 이방원을 비롯한 신의왕후의 자식들은 불만이 아주 컸다. 왕자의 난으로 이방석이 죽자 그해 9월에 이성계는 상왕으로 물러났고 그의 차남 이방과(정종)가 즉위하였다. 2차 왕자의 난에서 승리한후 1400년에 즉위한 이방원은 1406년에 이방석에게 소도군이라는 시호를 내렸으며, 1680년에 숙종은 이방석을 의안대군으로 추증하였다.

### 양녕대군
조선왕조가 유교를 국시로 했음에도 불구하고 태조 이성계는 장자 상속의 원칙을 지키지 않았다. 그 결과로 자식들간에 혈투가 벌어졌고 다섯째 아들인 태종 이방원이가 보위에 올랐다. 태종은 자신의 자식대에서 만큼은 장자상속이 이루어지기를 바랬고 1404년에 11살이 된 장남 양녕대군을 세자로 책봉하였다. 그러나 양녕대군은 세자수업을 소홀히 하며 술과 여색을 가까이 하는 등 왕재로서 부적절한 처신을 이어갔다. 태종의 입장에서 세자를 페위하고 충녕대군을 세자로 책봉하고 싶었으나 이는 결코 쉬운일이 아니었다. 
그가 1차 왕자의 난의 명분으로 내세운 것이 적장자 상속이었기 때문이다. 이에 부득불 양녕대군의 자식으로 세손을 삼으려 했다. 그러나 대소신료들의 반대에 부딪쳤고, 결국 1418년에 양녕대군을 폐위시킨후 그의 아우 충녕대군(세종)을 세자로 책봉했다. 또한 태종은 충녕대군을 세자로 세운 지 2개월만에 보위를 넘겨주고 상왕으로 물러났다. 장남인 양녕대군의 존재가 세종(충녕대군)의 왕권을 위협할 수 있기에 정치적 후견인이 되어 세종의 왕권을 강화시키기 위한 조치였다.

### 의경세자
1438년(세종 21년) 세조가 수양대군 시절에 낙랑부대부인(정희왕후) 사이에서 낳은 첫째아들이다. 계유정난(1453)으로 실권을 잡은 수양대군이 1455년에 왕위를 찬탈한후, 원자(元子)에 책봉되었다가 바로 세자(世子)로 책봉되었다. 건강이 좋지 않아 잔병치례가 잦던중에 1457년 20세의 나이에 사망한다. 죽기 전에 단종의 어머니 현덕왕후의 혼령에 자주 시달리다가 가위눌림으로 사망하였다고는 하나 불확실하다. 의경세자 슬하에 4살된 월산대군이 있었음에도 세손으로 책봉되지 못하고 의경세자의 동생인 해양대군(훗날 예종)이 세자로 책봉된다. 훗날 의경세자의 차남 잘산군이 성종으로 즉위한후 의경왕(懿敬王)으로 추숭되었다가 훗날 덕종으로 추승되었다.

## 역대 왕세자
- 1896년 이후에는 양력으로만 표기함.

### 조선의 왕세자/왕태자
| 국왕            | 호칭              | 사후 호칭                                       | 재위기간(음력/양력)                | 재위기간(음력/양력)                | 생몰년도        | 능묘                    |
| --------------- | ----------------- | ----------------------------------------------- | ---------------------------------- | ---------------------------------- | --------------- | ----------------------- |
| 태조 (太祖)     | 폐세자 방석(芳碩) | 의안대군(宜安大君)                              | 1392년 8월 20일 (9월 7일)          | 1398년 8월 26일 (10월 6일)         | 1382년 ~ 1398년 | 의안대군묘 (宜安大君墓) |
| 태조 (太祖)     | 왕세자 방과(芳果) | 정종대왕(定宗大王)                              | 1398년 8월 27일 (10월 7일)         | 1398년 9월 5일 (10월 14일)         | 1357년 ~ 1419년 | 후릉(厚陵)              |
| 정종 (定宗)     | 왕세자 방원(芳遠) | 태종대왕(太宗大王)                              | 1400년 2월 2일 (2월 26일)          | 1400년 11월 13일 (11월 28일)       | 1367년 ~ 1422년 | 헌릉(獻陵)              |
| 태종 (太宗)     | 폐세자 제(禔)     | 양녕대군(讓寧大君)                              | 1404년 8월 8일 (9월 12일)          | 1418년 6월 3일 (7월 6일)           | 1394년 ~ 1462년 | 양녕대군묘 (讓寧大君墓) |
| 태종 (太宗)     | 왕세자 도(祹)     | 세종대왕(世宗大王)                              | 1418년 6월 3일 (7월 6일)           | 1418년 8월 10일 (9월 9일)          | 1397년 ~ 1450년 | 영릉(英陵)              |
| 세종 (世宗)     | 왕세자 향(珦)     | 문종대왕(文宗大王)                              | 1421년 10월 27일 (11월 21일)       | 1450년 2월 22일 (4월 4일)          | 1414년 ~ 1452년 | 현릉(顯陵)              |
| 문종 (文宗)     | 왕세자 홍위(弘暐) | 단종대왕(端宗大王)                              | 1450년 7월 20일 (8월 27일)         | 1452년 5월 14일 (6월 1일)          | 1441년 ~ 1457년 | 장릉(莊陵)              |
| 세조 (世祖)     | 의경세자 장(暲)   | 덕종대왕(德宗大王) <의경왕세자(懿敬王世子)>     | 1455년 7월 26일 (9월 7일)          | 1457년 9월 2일 (9월 20일)          | 1438년 ~ 1457년 | 경릉(敬陵)              |
| 세조 (世祖)     | 왕세자 황(晄)     | 예종대왕(睿宗大王)                              | 1457년 12월 15일 (12월 31일)       | 1468년 9월 7일 (9월 22일)          | 1450년 ~ 1469년 | 창릉(昌陵)              |
| 성종 (成宗)     | 왕세자 융(㦕)     | 연산군(燕山君)                                  | 1483년 2월 6일 (3월 14일)          | 1494년 12월 29일 (1495년 1월 25일) | 1476년 ~ 1506년 | 연산군묘 (燕山君墓)     |
| 연산군 (燕山君) | 폐세자 황(𩔇)     | 폐세자(廢世子)                                  | 1502년 9월 15일 (10월 15일)        | 1506년 9월 2일 (9월 18일)          | 1497년 ~ 1506년 | -                       |
| 중종 (中宗)     | 왕세자 호(峼)     | 인종대왕(仁宗大王)                              | 1520년 4월 22일 (5월 8일)          | 1544년 11월 20일 (12월 4일)        | 1515년 ~ 1545년 | 효릉(孝陵)              |
| 명종 (明宗)     | 순회세자 부(暊)   | 순회왕세자(順懷王世子)                          | 1557년 8월 17일 (9월 9일)          | 1563년 9월 20일 (10월 6일)         | 1551년 ~ 1563년 | 순창원(順昌園)          |
| 선조 (宣祖)     | 왕세자 혼(琿)     | 광해군(光海君)                                  | 1592년 4월 29일 (6월 8일)          | 1608년 2월 2일 (3월 17일)          | 1575년 ~ 1641년 | 광해군묘 (光海君墓)     |
| 광해군 (光海君) | 폐세자 질(祬)     | 폐세자(廢世子)                                  | 1608년 3월 21일 (5월 5일)          | 1623년 3월 14일 (4월 13일)         | 1598년 ~ 1623년 | -                       |
| 인조 (仁祖)     | 소현세자 왕(汪)   | 소현왕세자(昭顯王世子)                          | 1625년 1월 27일 (3월 5일)          | 1645년 4월 26일 (5월 21일)         | 1612년 ~ 1645년 | 소경원(昭慶園)          |
| 인조 (仁祖)     | 왕세자 호(淏)     | 효종대왕(孝宗大王)                              | 1645년 9월 29일 (11월 16일)        | 1649년 5월 13일 (6월 22일)         | 1619년 ~ 1659년 | 영릉(寧陵)              |
| 효종 (孝宗)     | 왕세자 연(棩)     | 현종대왕(顯宗大王)                              | 1649년 5월 13일 (6월 22일)         | 1659년 5월 9일 (6월 28일)          | 1641년 ~ 1674년 | 숭릉(崇陵)              |
| 현종 (顯宗)     | 왕세자 순(焞)     | 숙종대왕(肅宗大王)                              | 1667년 1월 22일 (2월 14일)         | 1674년 8월 23일 (9월 22일)         | 1661년 ~ 1720년 | 명릉(明陵)              |
| 숙종 (肅宗)     | 왕세자 윤(昀)     | 경종대왕(景宗大王)                              | 1690년 6월 16일 (7월 21일)         | 1720년 6월 13일 (7월 17일)         | 1688년 ~ 1724년 | 의릉(懿陵)              |
| 경종 (景宗)     | 왕세제 금(昑)     | 영조대왕(英祖大王)                              | 1721년 9월 26일 (11월 15일)        | 1724년 8월 30일 (10월 16일)        | 1694년 ~ 1776년 | 원릉(元陵)              |
| 영조 (英祖)     | 효장세자 행(緈)   | 진종소황제(眞宗昭皇帝) <효장왕세자(孝章王世子)> | 1725년 2월 25일 (4월 7일)          | 1728년 11월 16일 (12월 16일)       | 1719년 ~ 1728년 | 영릉(永陵)              |
| 영조 (英祖)     | 사도세자 선(愃)   | 장조의황제(莊祖懿皇帝) <사도왕세자(思悼王世子)> | 1736년 3월 15일 (4월 25일)         | 1762년 윤 5월 13일 (7월 4일)       | 1735년 ~ 1762년 | 융릉(隆陵)              |
| 정조 (正祖)     | 문효세자 순(㬀)   | 문효황태자(文孝皇太子) <문효왕세자(文孝王世子)> | 1784년 7월 2일 (8월 17일)          | 1786년 5월 11일 (6월 6일)          | 1782년 ~ 1786년 | 효창원(孝昌園)          |
| 정조 (正祖)     | 왕세자 공(玜)     | 순조숙황제(純祖肅皇帝) <순종대왕(純宗大王)>     | 1800년 1월 1일 (1월 25일)          | 1800년 7월 4일 (8월 23일)          | 1790년 ~ 1834년 | 인릉(仁陵)              |
| 순조 (純祖)     | 효명세자 영(旲)   | 문조익황제(文祖翼皇帝) <효명왕세자(孝明王世子)> | 1812년 7월 6일 (8월 12일)          | 1830년 5월 6일 (6월 25일)          | 1809년 ~ 1830년 | 수릉(綏陵)              |
| 고종 (高宗)     | 왕세자 척(坧)     | 순종효황제(純宗孝皇帝)                          | 1875년 2월 18일 (3월 25일)         | 1894년 12월 17일 (1895년 1월 12일) | 1874년 ~ 1926년 | 유릉(裕陵)              |
| 고종 (高宗)     | 왕태자 척(坧)     | 순종효황제(純宗孝皇帝)                          | 1894년 12월 17일 (1895년 1월 12일) | 1897년 10월 14일                   | 1874년 ~ 1926년 | 유릉(裕陵)              |

### 대한제국 황태자
| 황제       | 호칭          | 사후 호칭              | 재위기간(양력)   | 재위기간(양력)  | 생몰년도        | 능묘       |
| ---------- | ------------- | ---------------------- | ---------------- | --------------- | --------------- | ---------- |
| 고종(高宗) | 황태자 척(坧) | 순종효황제(純宗孝皇帝) | 1897년 10월 14일 | 1907년 7월 23일 | 1874년 ~ 1926년 | 유릉(裕陵) |
| 순종(純宗) | 황태자 은(垠) | 의민황태자(懿愍皇太子) | 1907년 8월 7일   | 1910년 8월 29일 | 1897년 ~ 1970년 | 영원(英園) |

### 일제 강점기 이왕세자
- 영친왕 이은 1910년 10월 2일 ~ 1926년 4월 25일, 이왕 즉위[91][92]
- 이구, 1932년 ~ 1945년 8월 15일[93]/1947년 5월 10일[94], 왕세자

## 세자의 형제들
왕비(정비)가 낳은 왕자를 대군大(君), 후궁의 몸에서 출생한 왕자를 군(君), 궁인이 낳은 자식을 원윤, 친자나 친형제의 적실 자식을 군에 봉하였다. 호칭 구별에만 그치지 않고 누리는 혜택도 큰 차이가 있었다. 이런식으로 세자의 형제자매에게 왕실봉작제를 실시하여 명예와 경제적인 부를 제공하는 대신에 이들의 사회적, 정치적 활동을 금지함으로 세자의 자리를 안정시키고자 했다.
세자가 책봉되면 나머지 왕자(대군)들은 궐밖으로 나가 사가에서 조용히 지냈다. 또한 세자의 남자 형제들은 형제이면서 동시에 잠재적인 왕위 경쟁자로서, 세자에게 문제가 생기면 바로 남자 형제들이 다음 대상자가 되었기 때문이다. 세자의 남자 형제들은 본인의 능력과 함께 처가의 위치에 따라 정치적인 영향력이 달라지기도 했고, 본인의 의사와 무관하게 반정의 구심점이 되기도 했다.
세자의 형제나 왕의 형제가 직접 정변을 일으키기도 했다. 이방원을 위시한 형제들은 이복동생인 이방석이 세자로 책봉되자 이에 불만을 품고 1398년에 1차 왕자의 난을 일으켰다. 또한 정종에게 적장자가 없자 그의 동생인 이방간과 이방원이 왕위계승을 놓고 2차 왕자의 난을 벌이기도 했다. 수양대군은 형인 문종과의 약속을 저버리고 계유정난(1453)을 일으켜 왕위를 찬탈했다. 연산군이 갑자사화(1504)를 통해 이복동생 안양군과 봉안군을 죽이고 또 다른 이복 형제들도 미워하거나 의심하자 연산군의 이복동생인 익양군은 두문불출하고 거짓으로 우매한 척 행동하여 화를 피하였다.
중종반정(1506)때 연산군의 이복동생인 진성대군은 반정을 주도하거나 직접 참여하지 않았으나 반정이 성공한후 신료들에 의해 왕으로 옹립되었다. 광해군은 선조의 적장자였던 영창대군을 죽였고 친형인 임해군마저 죽여 버렸다. 또한 광해군이 그의 이복 동생인 정원군의 아들 능창군을 죽음으로 몰아넣자 정원군은 홧병을 얻어 죽고말았으며, 정원군의 아들인 능양군(인조)이 앙심을 품고 인조반정(1623)을 일으켜 광해군을 폐위하고 즉위하였다.  
1778년(정조 2) 정조의 이복동생 은언군이 홍국영(洪國榮)과 함께 역모했다는 벽파(僻派)의 무고에 따라 은언군의 아들 상계군이 음독사망하였다. 다음해에 은언군의 일가는 강화부(江華府) 교동(喬洞)으로 추방되어 유배생활을 시작했다. 은언군 일가는 왕족으로서 특권을 모두 박탈당한채 힘겨운 유배생활을 하다가, 1801년 신유박해때 은언군과 그의 부인 송씨, 며느리 신씨는 사사당한다. 이후 은언군의 후손들은 채수영의 난(1817년)때도 곤욕을 치루었으나, 1830년(순조 30)에 방면되었다가 '남응종 역모사건(1836)' 인해 다시 강화도 유배생활을 하게되었다.  
1844년(헌종 10), '민진용 역모사건'에 은언군의 손자 이원경(훗날 회평군)이 가담하였다가 발각되어 사사되고 말았다. 생존한 은언군의 일가들은 죄인의 후손이자 형제가 되었으며 종친세력은 크게 위축되었다. 이로 인해 훗날 1849년에 은원군의 또 다른 손자 이원범이 철종으로 즉위했으나 외척에 의한 세도정권에 맞서 왕실의 권위와 정통성을 지키기가 어려운 상황이 되어 버렸다.
조선 왕조사에 세자의 친형제인 적자 형제는 모두 35명이었으며 이복형제인 서자 형제는 모두 89명이었다.

## 기타
- 1931년에 태어난 이구의 생전 신분은 왕세자였다.

현재 족보를 추적해 왕세자를 따지자면 분파가문인 성주이씨의 시중공파 25대손이 왕자의 신분이 아닌체로 왕세자의 자격이 있다고 볼 수 있다.

## 같이 보기
- 조선 국왕
- 조선의 역대 왕비
- 조선의 역대 왕세자빈
- 조선의 왕세손